# Triphleba labida
Triphleba labida är en tvåvingeart som beskrevs av Borgmeier 1962. Triphleba labida ingår i släktet Triphleba och familjen puckelflugor. Inga underarter finns listade i Catalogue of Life.